# Irina Khazova
Irina Viktorovna Khazova (en russe : Ирина Викторовна Хазовa), né le 20 mars 1984 à Sarov, est une fondeuse russe. De ses débuts à 2007, elle court sous le nom d'Artyomova (Артёмова). 

## Biographie
Elle fait ses débuts internationaux lors de la saison 2002-2003, dont aux Championnats du monde junior, où elle remporte une médaille de bronze sur quinze kilomètres. Lors de l'édition 2004, à Stryn, la Russe remporte les titres sur cinq kilomètres libre et quinze kilomètres classique, ainsi que sur le relais.
Dans la Coupe du monde, elle dispute sa première manche en fin d'année 2003 à Kuusamo, pour une 22e sur la poursuite. En 2006, passée en catégorie U-23, elle remporte deux médailles d'argent aux Championnats du monde des moins de 23 ans à Kranj. L'hiver suivant, elle atteint pour la première fois le top dix en Coupe du monde avec une septième place au dix kilomètres classique à Cogne et honore son unique sélection en championnat du monde à Sapporo (24e de la poursuite).
Elle est absente du circuit pendant deux ans à la suite d'une suspension pour dopage. Elle effectue un retour pour la saison 2009-2010, année olympique, montant sur son premier podium en Coupe du monde au dix kilomètres classique de Kuusamo, puis remportant sa première épreuve de Coupe du monde à Davos et enfin décrochant la médaille de bronze du sprint par équipes aux Jeux olympiques de Vancouver en compagnie de Natalia Korosteliova. Elle signe un troisième podium individuel après les jeux à Canmore, ce qui est aussi son dernier à ce niveau.
En 2014, elle prend part à sa dernière compétition majeure, les Jeux olympiques, devant le public de Russe de Sotchi, obtenant comme meilleur résultat une 26e sur le skiathlon.

## Palmarès

### Jeux olympiques
| Épreuve / Édition | Sprint                           | Sprint                           | 10 km                            | 10 km                            | Poursuite / Skiathlon 2 × 7,5 km | 30 km | Relais                              | Relais   |
| Épreuve / Édition | libre                            | classique                        | libre                            | classique                        | Poursuite / Skiathlon 2 × 7,5 km | 30 km | Sprint                              | 4 × 5 km |
| JO 2010 Vancouver | Épreuve inexistante à cette date | —                                | 20e                              | Épreuve inexistante à cette date | 13e                              | —     | Médaille de bronze, Jeux olympiques | 8e       |
| JO 2014 Sotchi    | 49e                              | Épreuve inexistante à cette date | Épreuve inexistante à cette date | —                                | 26e                              | 28e   | —                                   | —        |

Légende :
- : troisième place, médaille de bronze
- : pas d'épreuve
- — : non disputée par Khazova

### Championnats du monde
| Épreuve / Édition     | Sprint                           | Sprint    | 10 km | 10 km                            | Poursuite 2 × 7,5 km | 30 km | Relais | Relais   |
| Épreuve / Édition     | libre                            | classique | libre | classique                        | Poursuite 2 × 7,5 km | 30 km | Sprint | 4 × 5 km |
| Mondiaux 2007 Sapporo | Épreuve inexistante à cette date | -         | -     | Épreuve inexistante à cette date | 24e                  | -     | —      | -        |

### Coupe du monde
- Meilleur classement général : 13e en 2010.
- 3 podiums individuels : 1 victoire, 1 deuxième place et 1 troisième place.
- 1 podium en sprint par équipes : 1 troisième place.

#### Détail de la victoire individuelle
| Épreuve / Édition | 10 km | 10 km     |
| Épreuve / Édition | libre | classique |
| 2009-10           | Davos |           |

#### Classements en Coupe du monde
| Année     | Classement général final | Classement distance |
| 2003-2004 | 58e                      | 41e                 |
| 2004-2005 | 45e                      | 26e                 |
| 2005-2006 | 76e                      | 57e                 |
| 2006-2007 | 39e                      | 29e                 |
| 2009-2010 | 13e                      | 9e                  |
| 2011-2012 | 75e                      | 56e                 |
| 2012-2013 | 58e                      | 39e                 |
| 2013-2014 | 52e                      | 41e                 |

### Championnats du monde des moins de 23 ans
- Kranj 2006 :
  -  Médaille d'argent du dix kilomètres classique.
  -  Médaille d'argent de la poursuite.

### Championnats du monde junior
- Sollefteå 2003 :
  -  Médaille de bronze du quinze kilomètres libre.
- Stryn 2004 :
  -  Médaille d'or du quinze kilomètres classique.
  -  Médaille d'or du cinq kilomètres libre.
  -  Médaille d'or du relais.

### Coupe d'Europe de l'Est
- 1 podium.